# 若林賚蔵

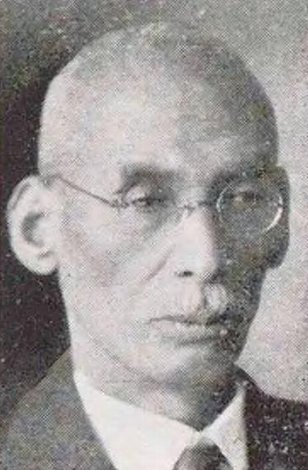
若林賚蔵

若林 賚蔵（わかばやし らいぞう、1866年1月14日（慶応元年11月28日）- 1941年（昭和16年）11月27日）は、明治から昭和前期の内務官僚、政治家。官選府県知事、貴族院議員。錦鶏間祗候。

## 略歴
村上藩士・若林安静の長男として越後国岩船郡三ノ町（現在・村上市村上）に生まれる。1893年（明治26年）に帝国大学法科大学を卒業。
1896年（明治29年）警視となり6月、警視庁小松川警察署長に就任、1897年4月、群馬県警察部長に就任。同年10月には沖縄県警察部長に転じ、その後警察監獄学校幹事、兼内務書記官、山形県・石川県の各書記官などを歴任。
1908年（明治41年）3月、島根県知事に就任するも、同年8月、招聘により大韓帝国警視総監となる。帰国し、1909年（明治42年）6月に奈良県知事に着任。1913年（大正2年）6月1日に山梨県知事に転じ、その後は佐賀県、香川県、愛媛県、広島県、京都府の各府県知事を歴任した。
1922年（大正11年）10月、京都府知事を退任し、同年12月19日、貴族院勅選議員に任じられ、研究会に属して死去するまで在任した。1924年（大正13年）1月25日に錦鶏間祗候を仰せ付けられた。その他、大礼使事務官、奈良帝室博物館評議員などを務めた。
迎接山 宝光寺（曹洞宗、新潟県村上市羽黒町2-23）に葬られている。

## 山梨県知事時代
山梨県知事時代の若林は「人となり恬淡、稀に見る硬骨漢」であり、県会で予算の削減に遭うや原案を執行して当局の信念であると言ったという。また、書道を能くし名筆の聞こえが高く、宴会の席上などで毫を揮ったものが山梨県内には残されていたと云われ、歴代山梨県知事中でこれほどの名筆を持った者はいなかったと伝えられている。

## その他
若林の生家（七代目当主である安静（若林の父）までは当主がこの屋敷に居住していたが、それ以降は稲葉修元法務大臣（稲葉の母親は若林賚蔵の妹）が居住していたという。）は「若林家住宅」（新潟県村上市三之町）として1977年（昭和52年）1月28日に国の重要文化財に指定されている。

## 栄典
位階
- 1902年（明治35年）12月27日 - 正六位[7]

勲章等
- 1915年（大正4年）11月10日 - 大礼記念章[8]
- 1916年（大正5年）
  - 1月19日 - 勲二等瑞宝章[9]
  - 4月1日 - 旭日重光章[10]
- 1920年（大正9年）11月1日 - 勲一等瑞宝章[11]
- 1940年（昭和15年）8月15日 - 紀元二千六百年祝典記念章[12]